# Teodorik, grof Vermandoisa
Grof Teodorik (fra. Théodoric) bio je franački plemić iz obitelji Nibelungida, koja potječe od Childebranda I., brata Karla Martela. Bio je i grof Vermandoisa. 

## Teorije
Otac grofa Teodorika je vjerojatno bio Nibelung III., a brat Nibelung IV.
Teodorik je možda imao kćer, koja bi prema teoriji bila supruga Pipina od Vermandoisa, princa Italije te majka grofa Herberta I.